# Château de Combourg
Le château de Combourg est une forteresse située en Bretagne sur le territoire de la commune de Combourg, Pays de la Bretagne Romantique en Ille-et-Vilaine.
Les façades et toitures du château, ainsi que la salle des gardes et le vestibule font l’objet d’un classement au titre des monuments historiques depuis août 1966, le reste du château étant inscrit depuis décembre 1926.

## Localisation
Le château est situé à mi-chemin de Rennes (39 km) et de Saint-Malo (36 km) dans le département d'Ille-et-Vilaine (35), en France.

## Historique
Le château de Combourg a été construit entre le XIIe siècle et le XVe siècle sur une butte naturelle, près d'un vaste étang baptisé par François-René de Chateaubriand le « Lac Tranquille ».
L'archevêque de Dol, Junkeneus ou Guiguené (Junguené), fils du vicomte d'Aleth et Dinan, Haimon Ier (alias Hamon) et de son épouse Roianteline, vicomtesse de Dol, élève à Combourg un premier château dès 1016 pour protéger son fief de Comburnium. Au début du XIe siècle, Guiguené fait construire un donjon pour son frère Rivallon, premier seigneur du lieu, protecteur de la cathédrale de Dol, à la fin de ce siècle, dans les seigneurs de Combourg il reçoit le titre de « porte étendard de Saint-Samson », protecteur de la cathédrale Saint-Samson de Dol.
En 1162, Combourg passe par alliance à Hasculf (ou Hasculphe) de Soligné (de Soligny ou de Subligny), époux d'Yseult de Dol, fille cadette de Jean de Dol (mort en 1162) qu'il a mise sous la protection de son gendre, Raoul II de Fougères, époux de Jeanne de Dol, fille aînée de Jean de Dol. Raoul de Fougères opposé au roi Henri II d'Angleterre, met en défense et fait fortifier le château de Combourg ainsi que la place de Dol. Henri II convoqua alors le ban et l'arrière-ban du Cotentin, ainsi que le connétable, Richard Ier du Hommet, et les mena en Bretagne se joindre aux Bretons de Conan, comte de Richemont, allié du roi. L'armée se rendit maître de ces places.
Le château échoit vers le milieu du XIVe siècle à la maison de Châteaugiron-Malestroit. En 1553 le château est acquis par héritage par le marquis de Coëtquen, et au XVIIIe siècle son descendant, le dernier du nom, cède le château à sa fille, l'épouse de Emmanuel-Félicité de Durfort, duc de Duras.
Par contrat du 3 mai 1761, la duchesse de Duras et son mari le vendent à René-Auguste de Chateaubriand (1718-1786) de Saint-Malo, engagé comme mousse dans la marine marchande, puis capitaine, enfin armateur enrichi par le commerce des Iles et « la course », époux de Apolline de Bedée dont il eut dix enfants (six vécurent), le cadet étant le futur écrivain François-René de Chateaubriand ; sa famille s'y installant en mai 1777 et lui y passant douze années d'une jeunesse assez morne, il immortalisera le lieu dans ses mémoires.
En 1786, René-Auguste, « grand, sec, les yeux enfoncés, petits et pers ou glauques, taciturne, despotique et menaçant dans son intérieur », meurt seul, paralysé et frappé de congestion, dans la tour dite de l'Est et fut inhumé dans l'église du bourg; c'est son fils aîné Jean-Baptiste, magistrat au Parlement de Paris et époux d'Aline Le Peletier de Rosanbo, petite-fille de Malesherbes, qui hérite du château.
En mai 1791, allant à Saint-Malo embrasser sa mère avant de s'embarquer pour l'Amérique, Chateaubriand, du fait de l'état d'abandon du château paternel, dit avoir été « obligé de descendre chez le régisseur ».
Le 22 avril 1794, son frère Jean-Baptiste, son épouse et son grand-père Malesherbes, avocat du Roi en 1793 sont guillotinés ; le domaine confisqué, le château sera pillé et brûlé, puis restitué en 1796 à son fils Louis Geoffroy (1790-1873), âgé de sept ans qui n'y viendra jamais, étant élevé avec son frère cadet à Malesherbes (Loiret) - le château avait été mis sous séquestre et son mobilier vendu - puis recueillis par son oncle et tuteur, le comte de Tocqueville, père d'Alexis de Tocqueville.
La demeure restera dans cet état pendant quatre-vingts ans et, y passant en 1848 avec son ami Maxime du Camp, Gustave Flaubert en donnera une description impressionnante, avant que Maurice Barrès le qualifie d'« épreuve de pierre d'un chef-d'œuvre verbal ».
Cette grande vétusté de la demeure féodale favorisa sa transformation par deux campagnes de travaux (1866 et 1878), confiées par Geoffroy de Chateaubriand (1828-1889), le fils de Louis, à l'architecte Ernest Thrile, élève d'Eugène Viollet-le-Duc, qui la réaménagea sans respecter ses dispositions d'origine, dans le style troubadour très en vogue à l'époque, avant de créer un escalier monumental et de faire redessiner le parc dans le goût anglais par Denis et Eugène Bühler.
Cette quasi-reconstruction fit disparaître la chapelle de la tour dite du Maure, la salle des gardes et la cour intérieure, remplacées par un salon, une salle à manger, une cour aux ornements en pierre blanche de style Renaissance et un grand escalier en bois rampe sur rampe d'esprit XVIIe, dont un des murs a conservé un grand cartouche peint d'une inscription en latin (dédicace des travaux ?).
Le domaine passera à sa fille cadette Sybille (1876-1961), comtesse de Durfort, qui le transmettra à Geoffroy comte de La Tour du Pin Verclause (1914-1971), commandant d'aviation et diplomate, le petit-fils de sa sœur aînée Marie (1858-1918). Il avait épousé Sylviane de La Rochefoucauld-Montbel. Les deux étaient amis d'Antoine de Saint-Exupéry et le croquis du Petit Prince est basé sur leur fils Géraud.
Il passera ensuite à leur fils Géraud comte de La Tour du Pin Verclause (1942-1995). Il appartient aujourd'hui à Sonia comtesse de La Tour du Pin Verclause (née en 1943), l'épouse de ce dernier, et à son fils Guy comte de La Tour du Pin Verclause (né en 1975),.

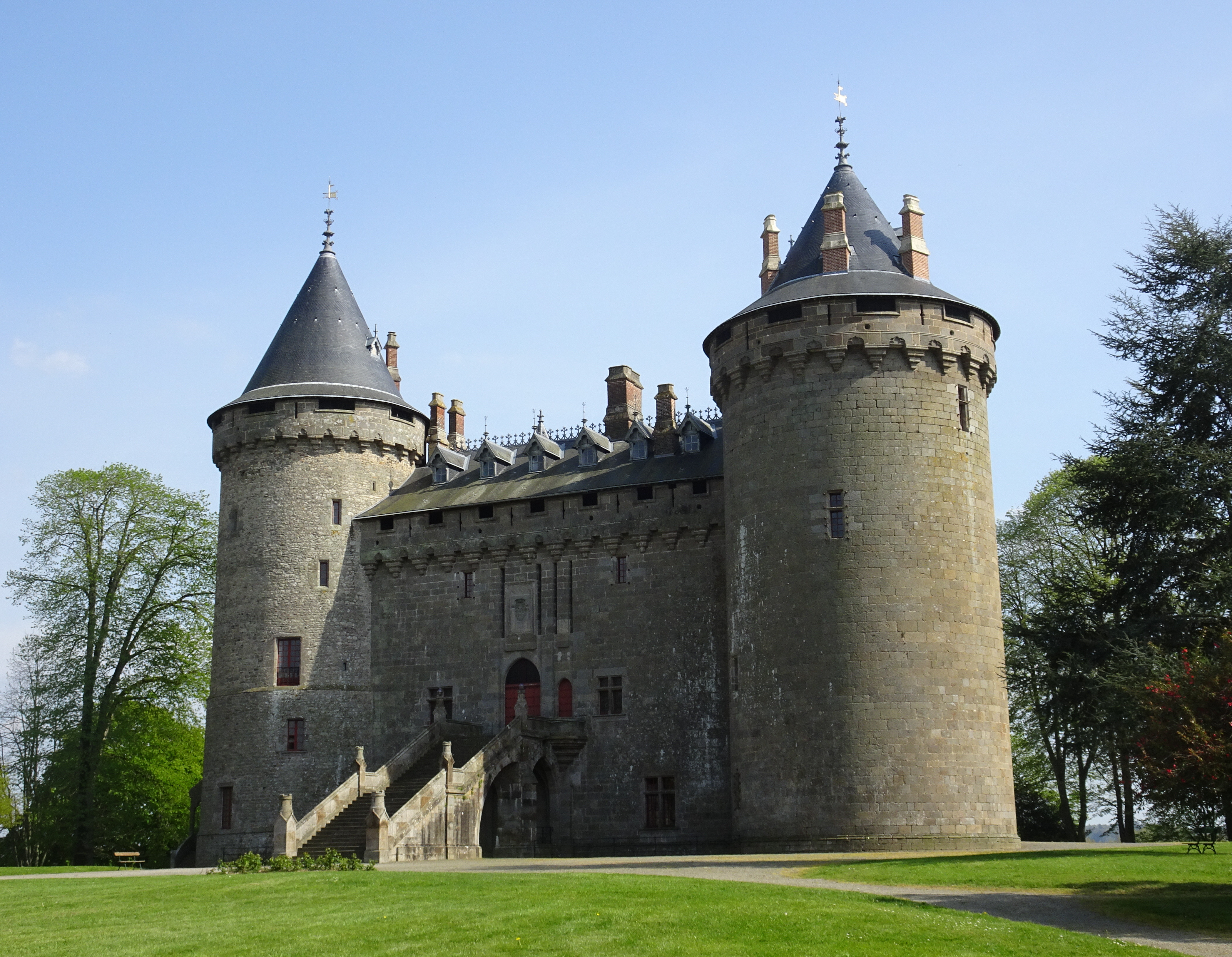
Façade de l'entrée.
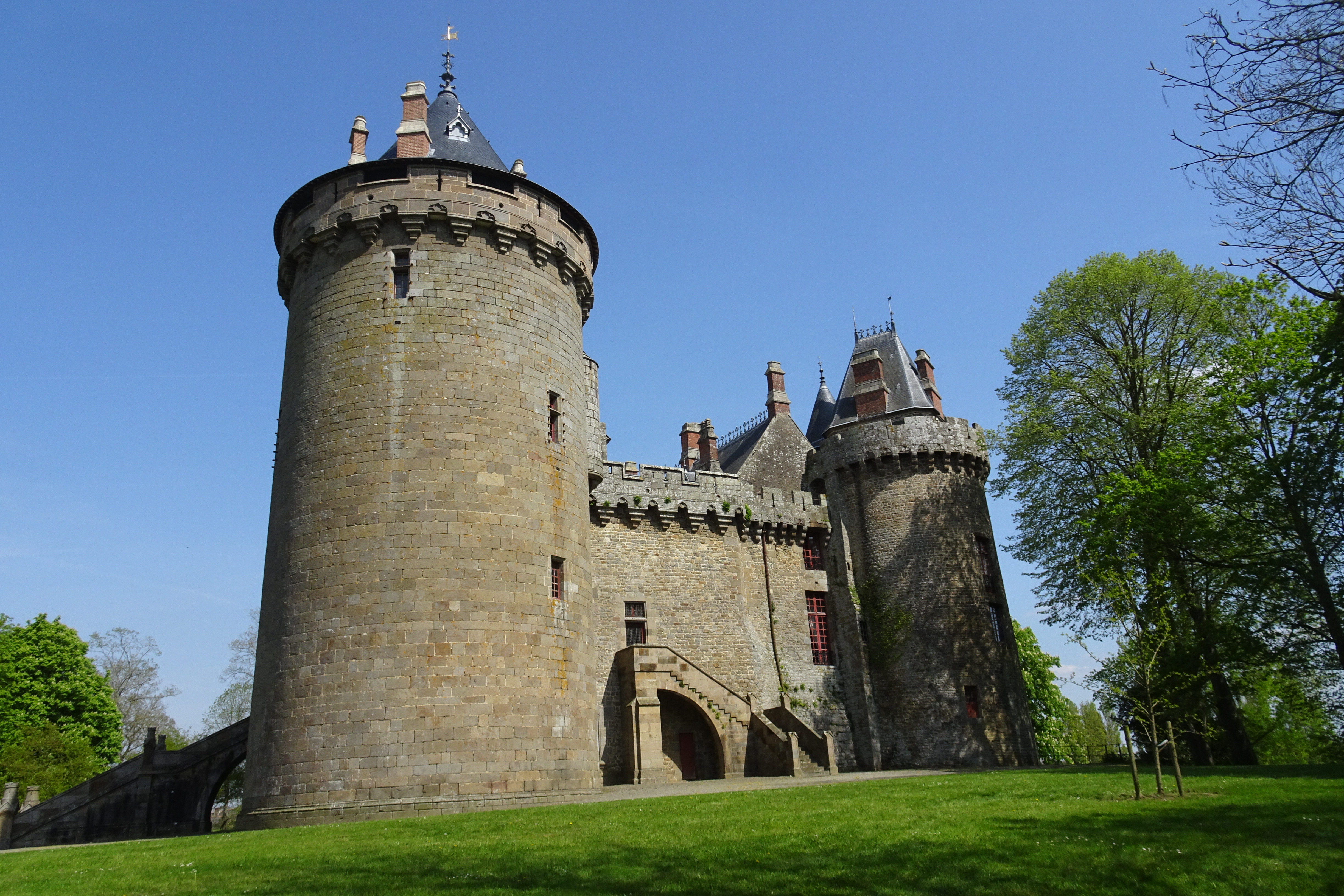
Façade sud-ouest.
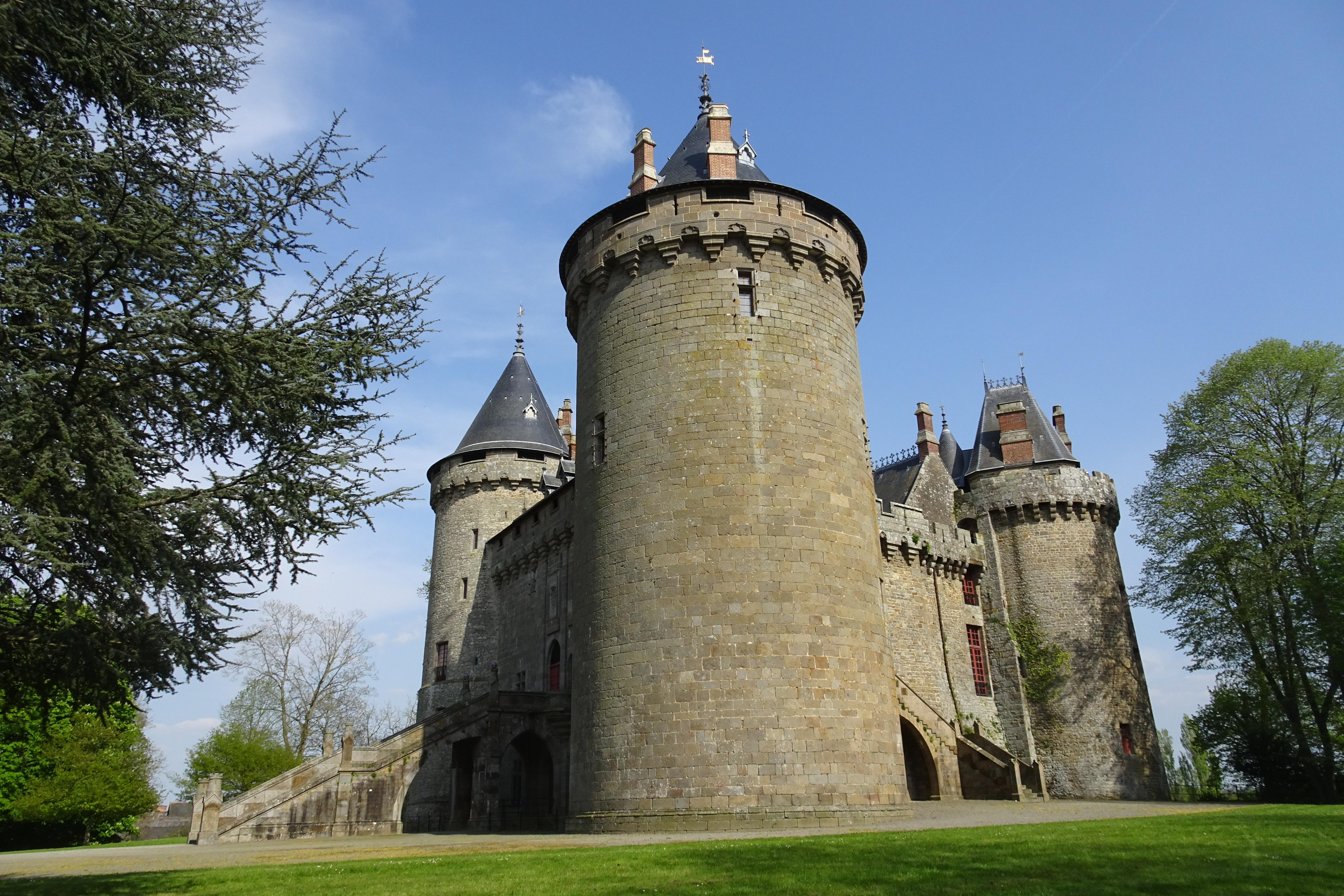
Vue de l'ouest.
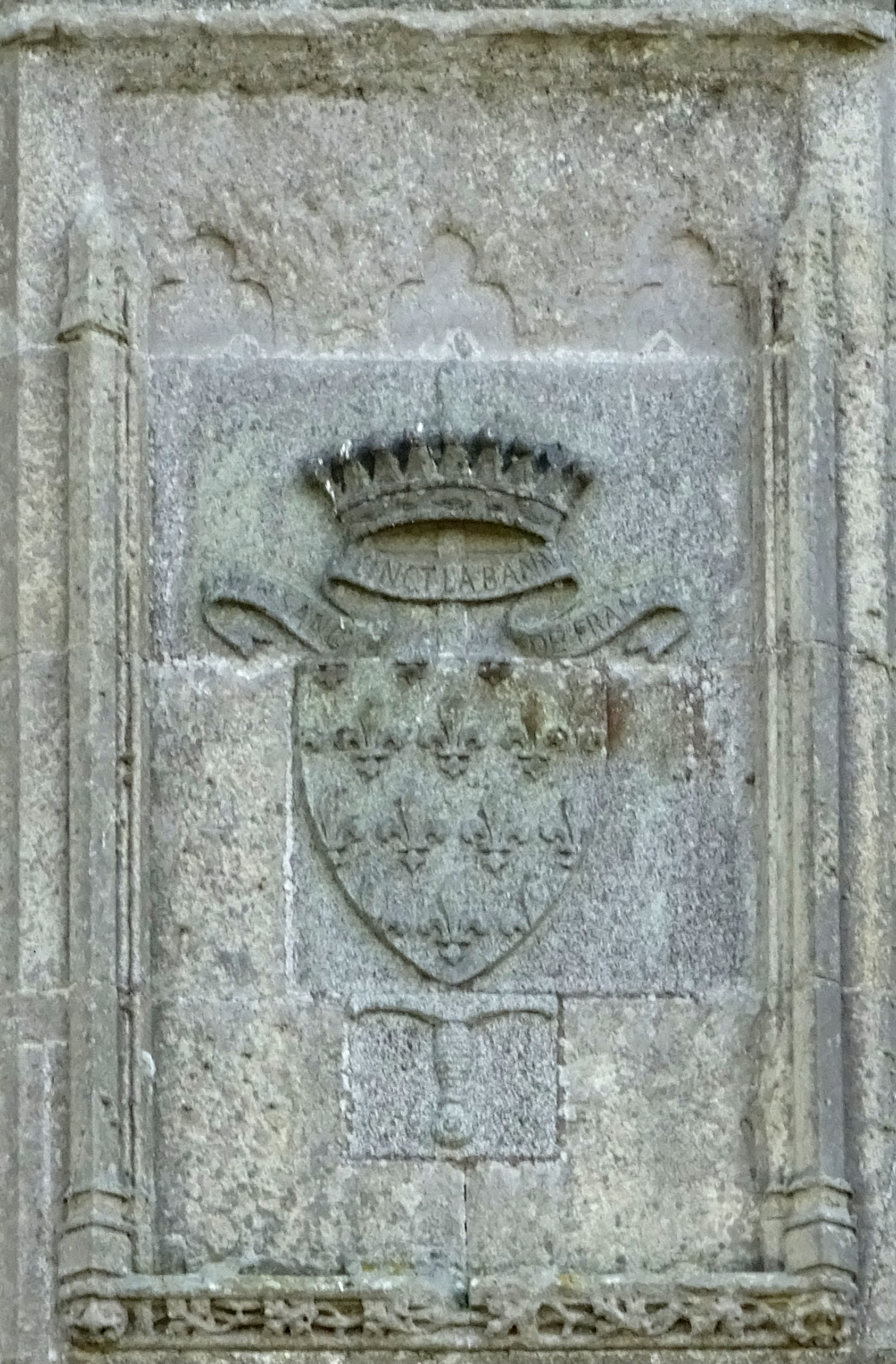
Blason des Chateaubriand sur la façade.
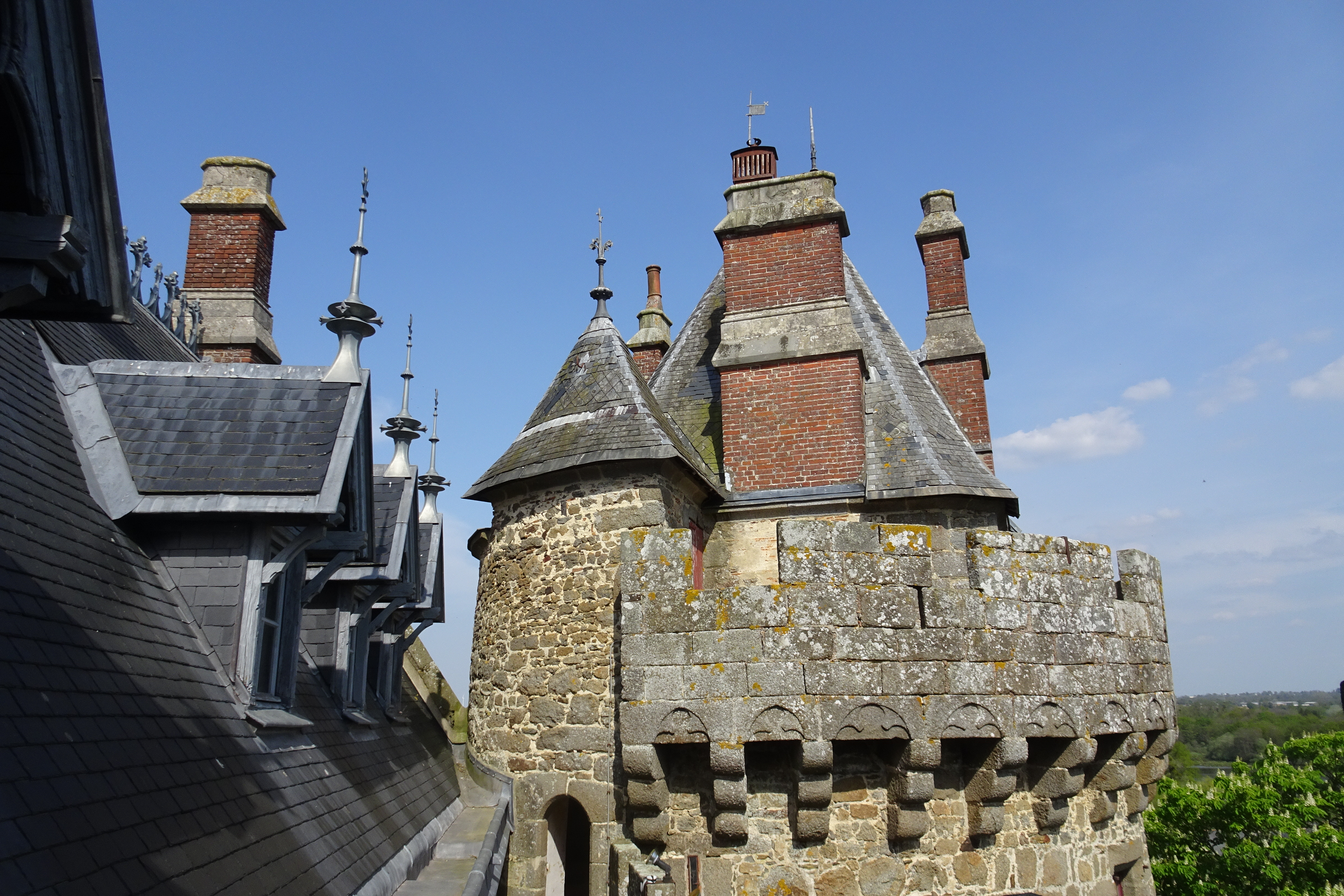
La Tour Sybil vue du rempart sud.
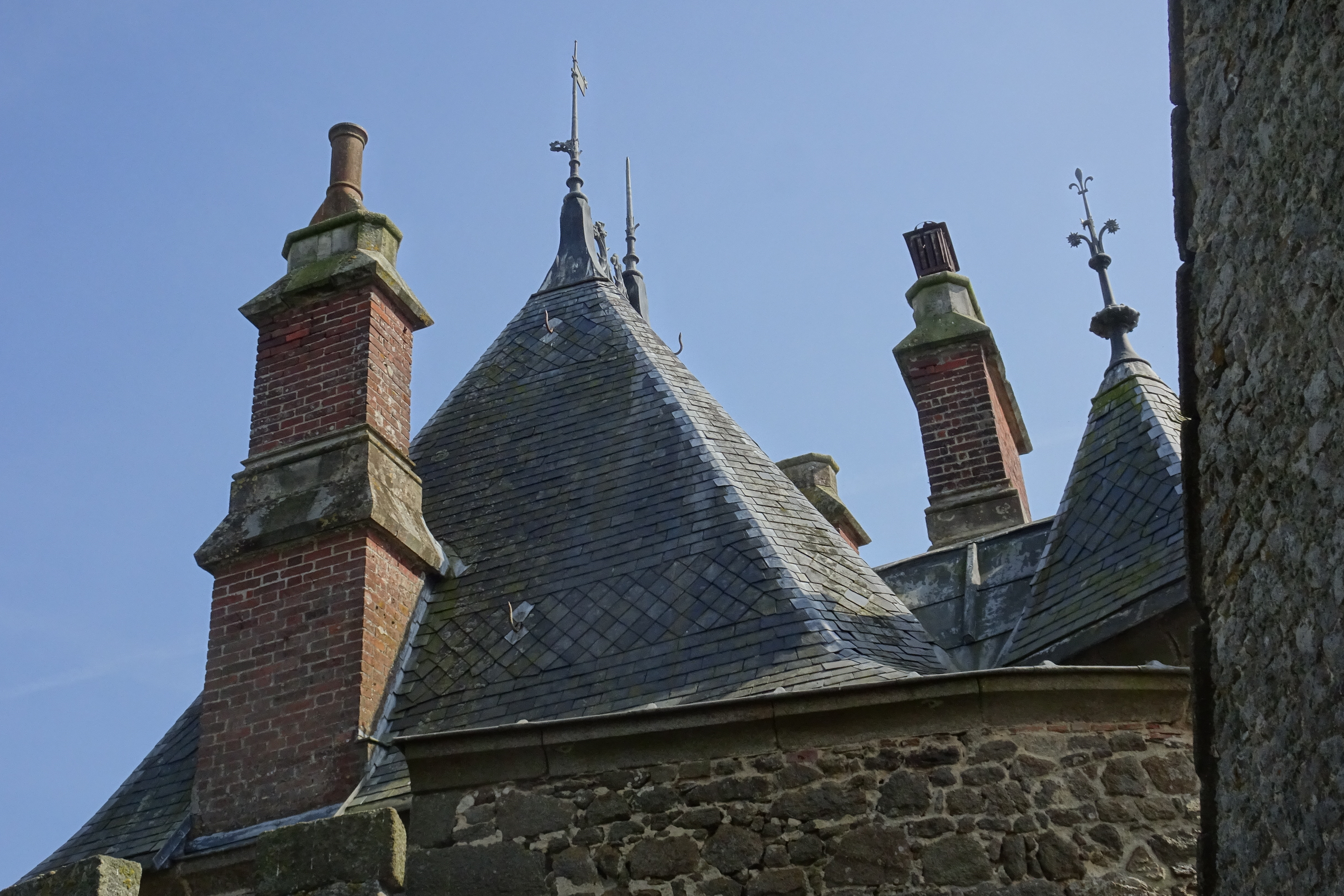
La Tour Sybil vue du rempart est.
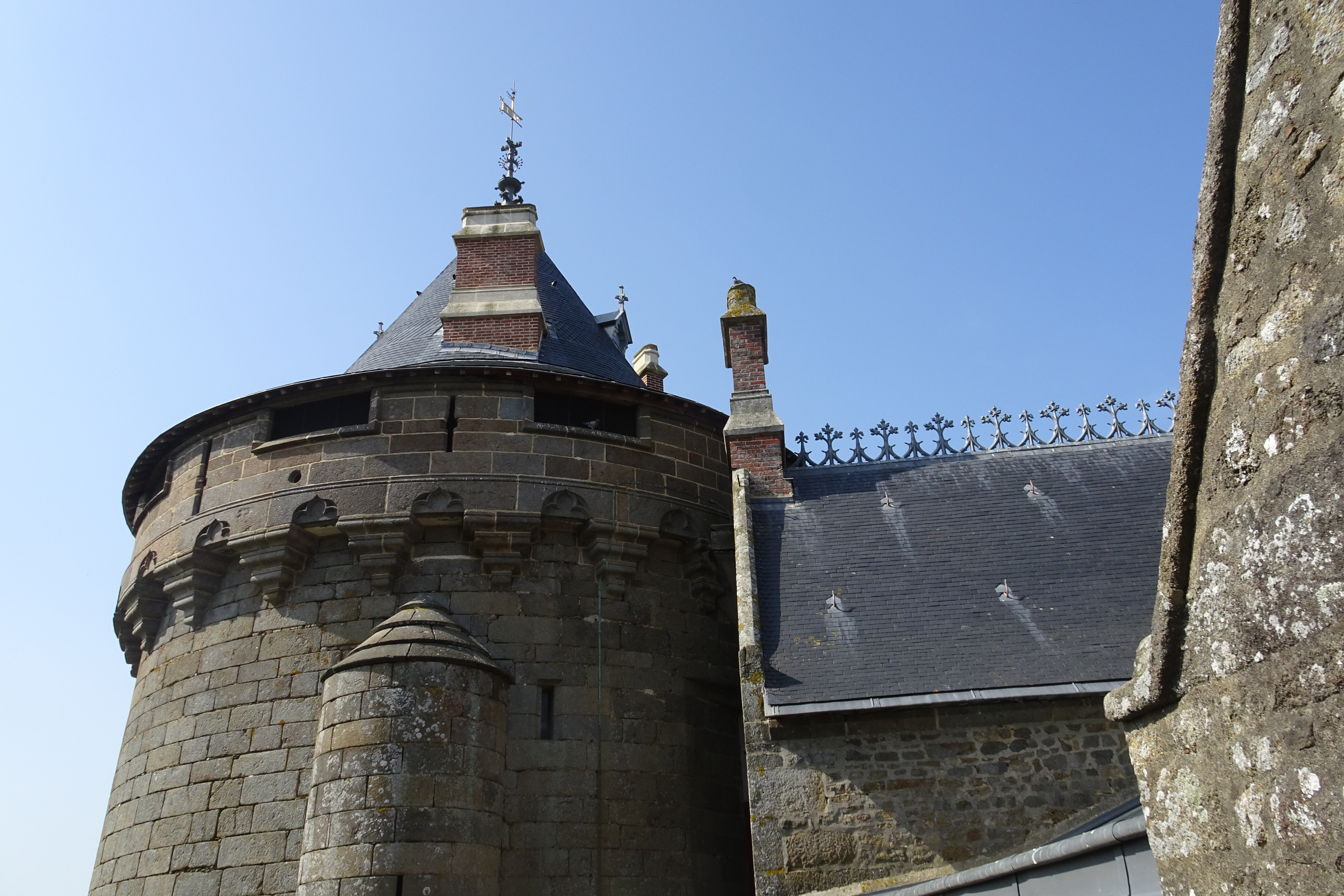
La Tour du Croisé vue du rempart ouest.
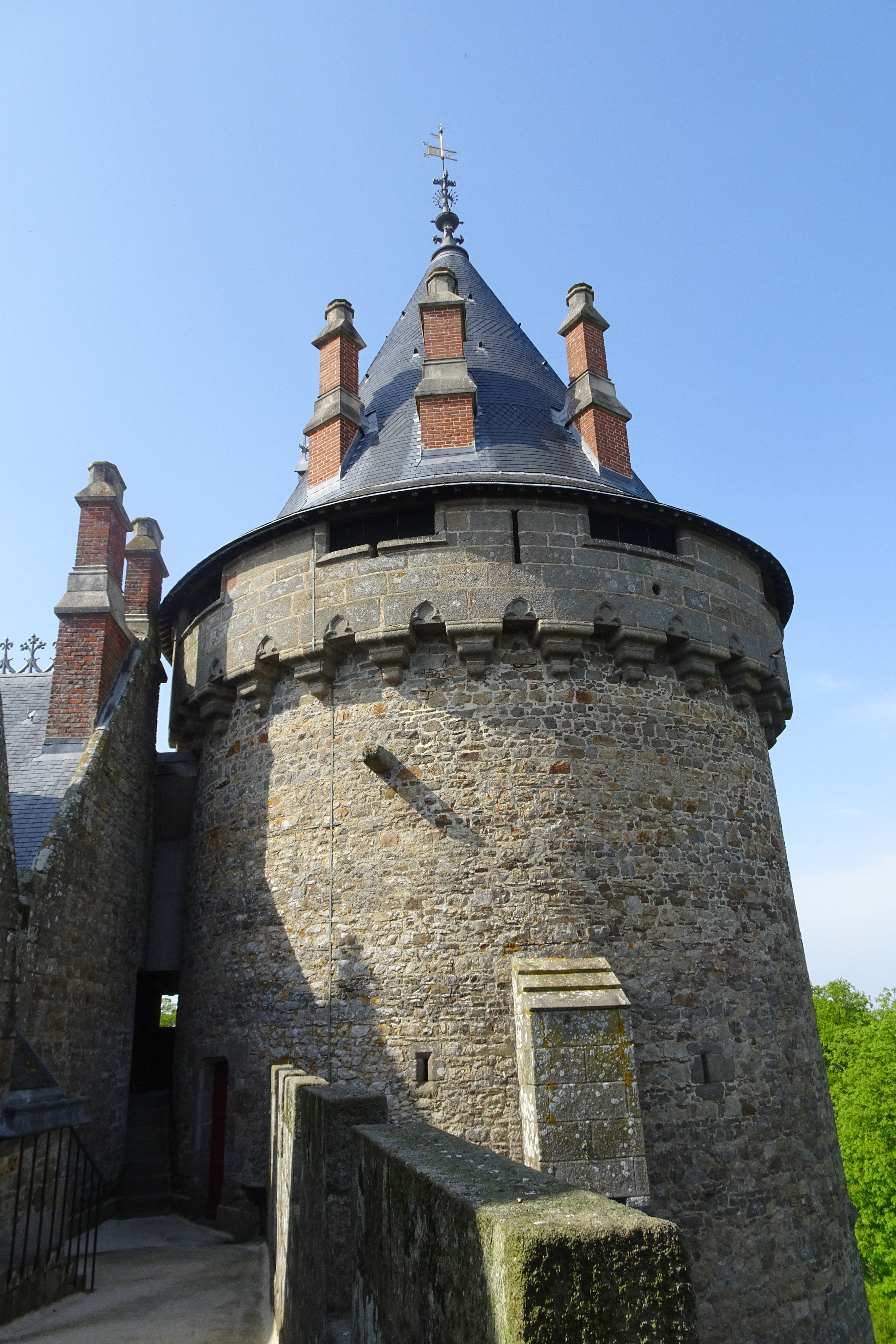
La Tour du Maure vue du rempart est.
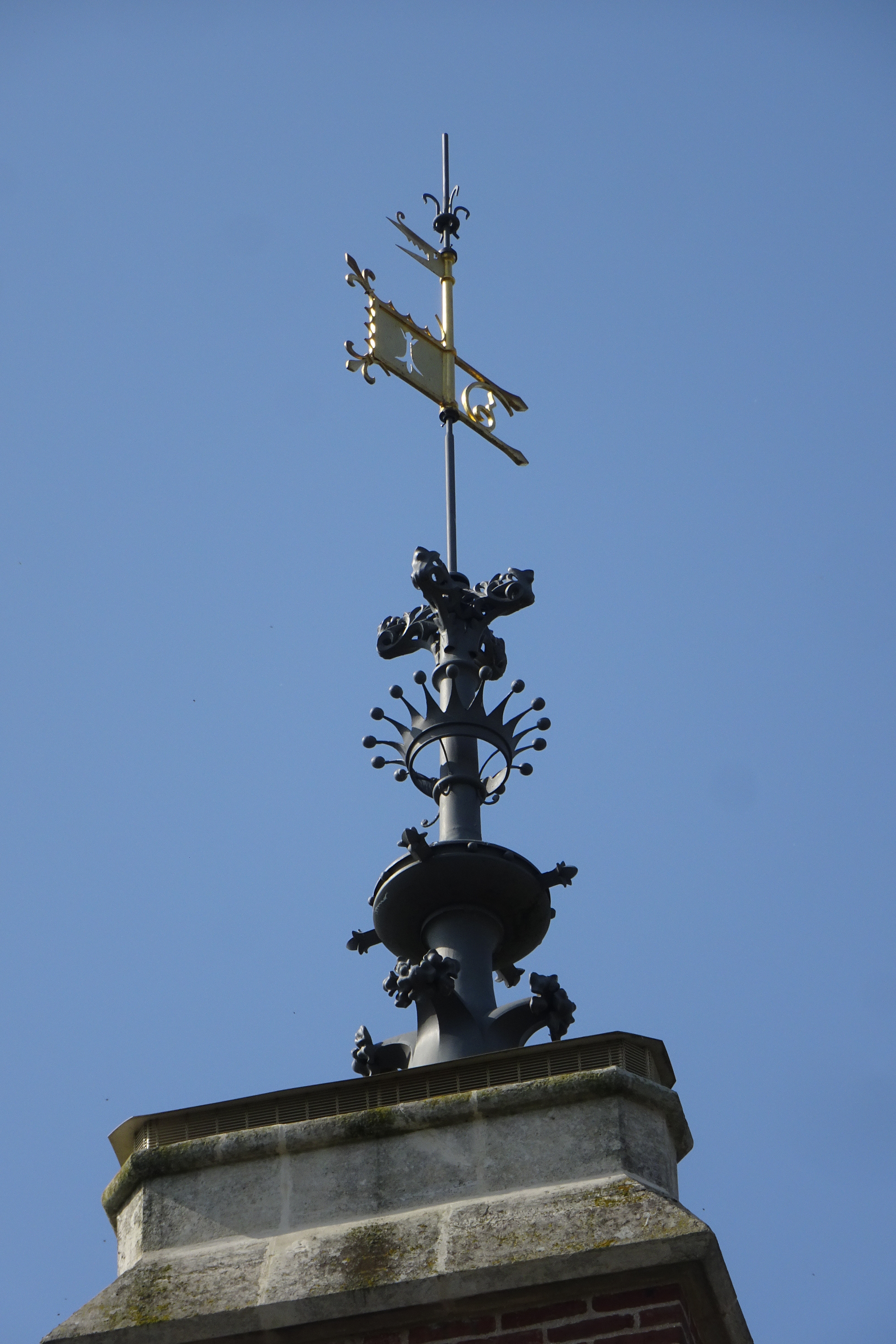
La girouette de la Tour du Croisé.
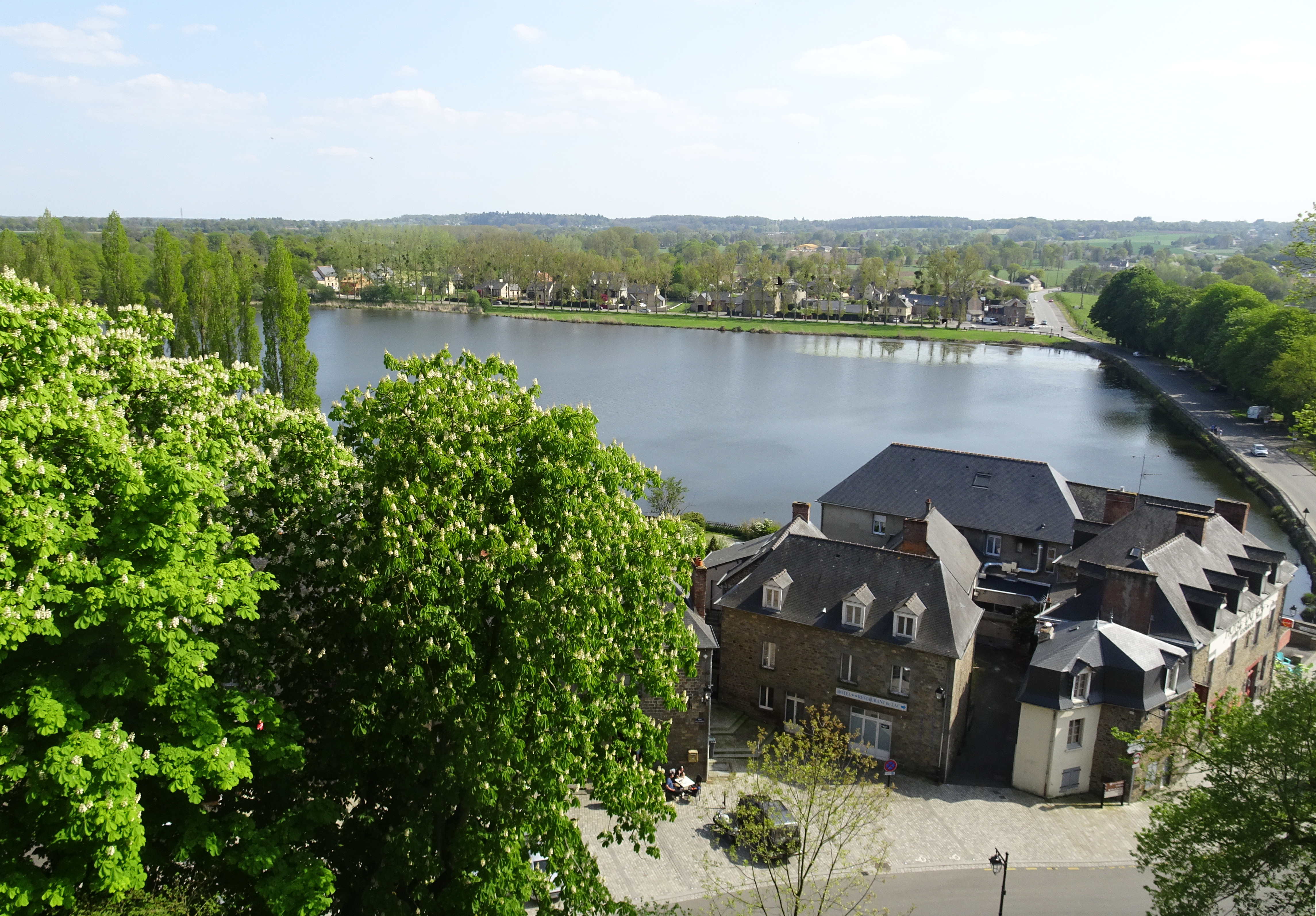
Le lac.
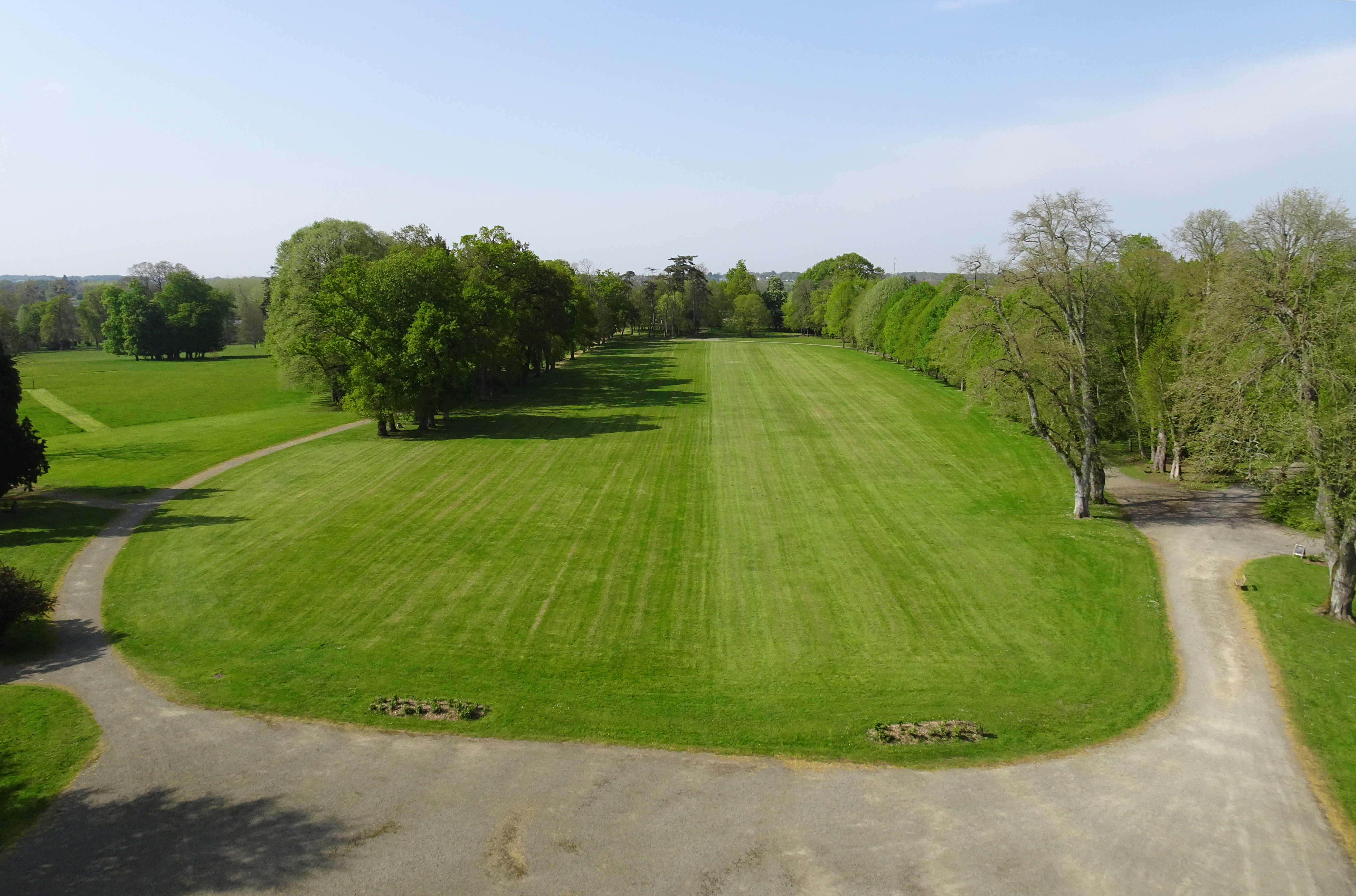
Le parc.
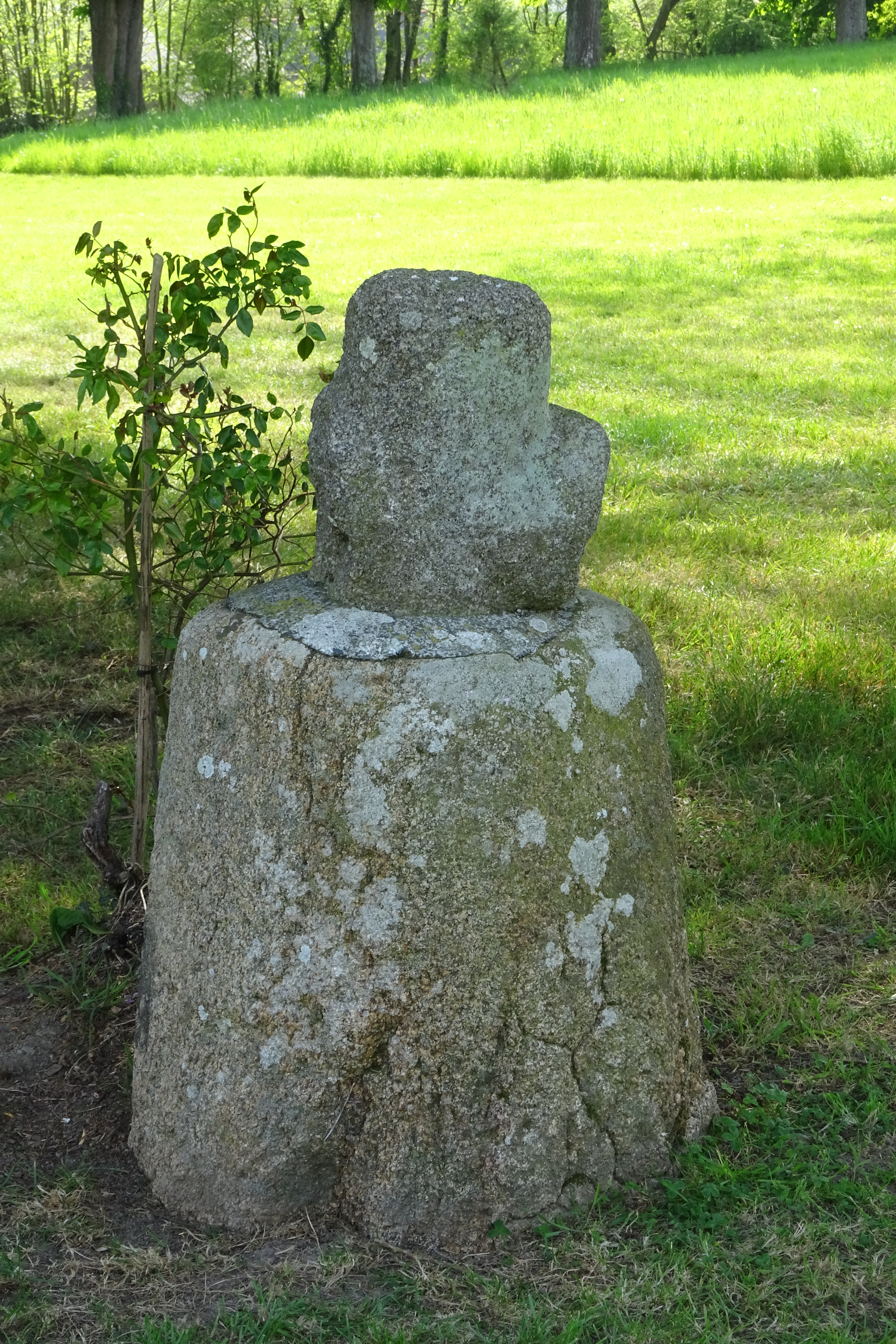
La croix de Lucille.
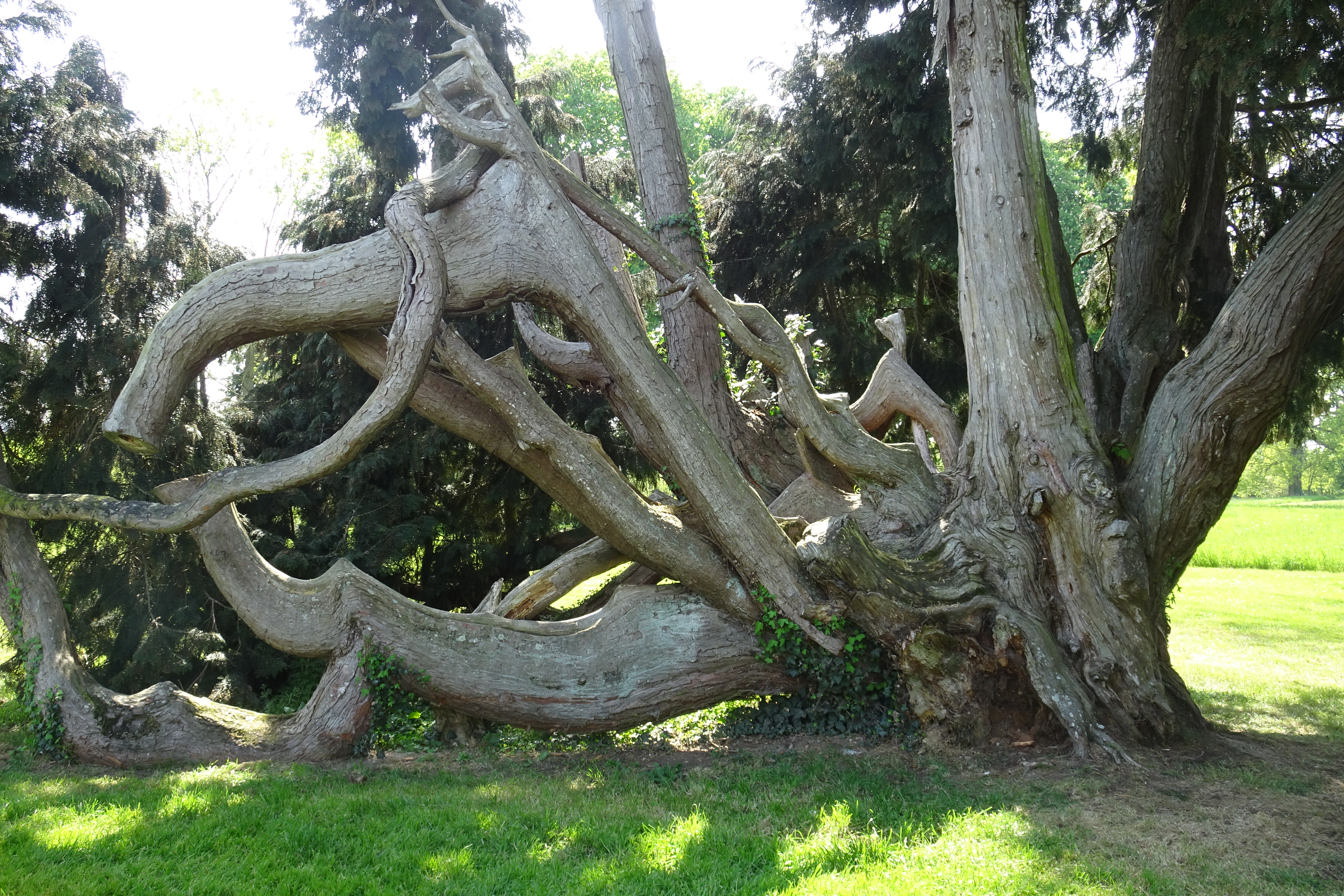
Le faux Cyprès de Lawson (250 ans).
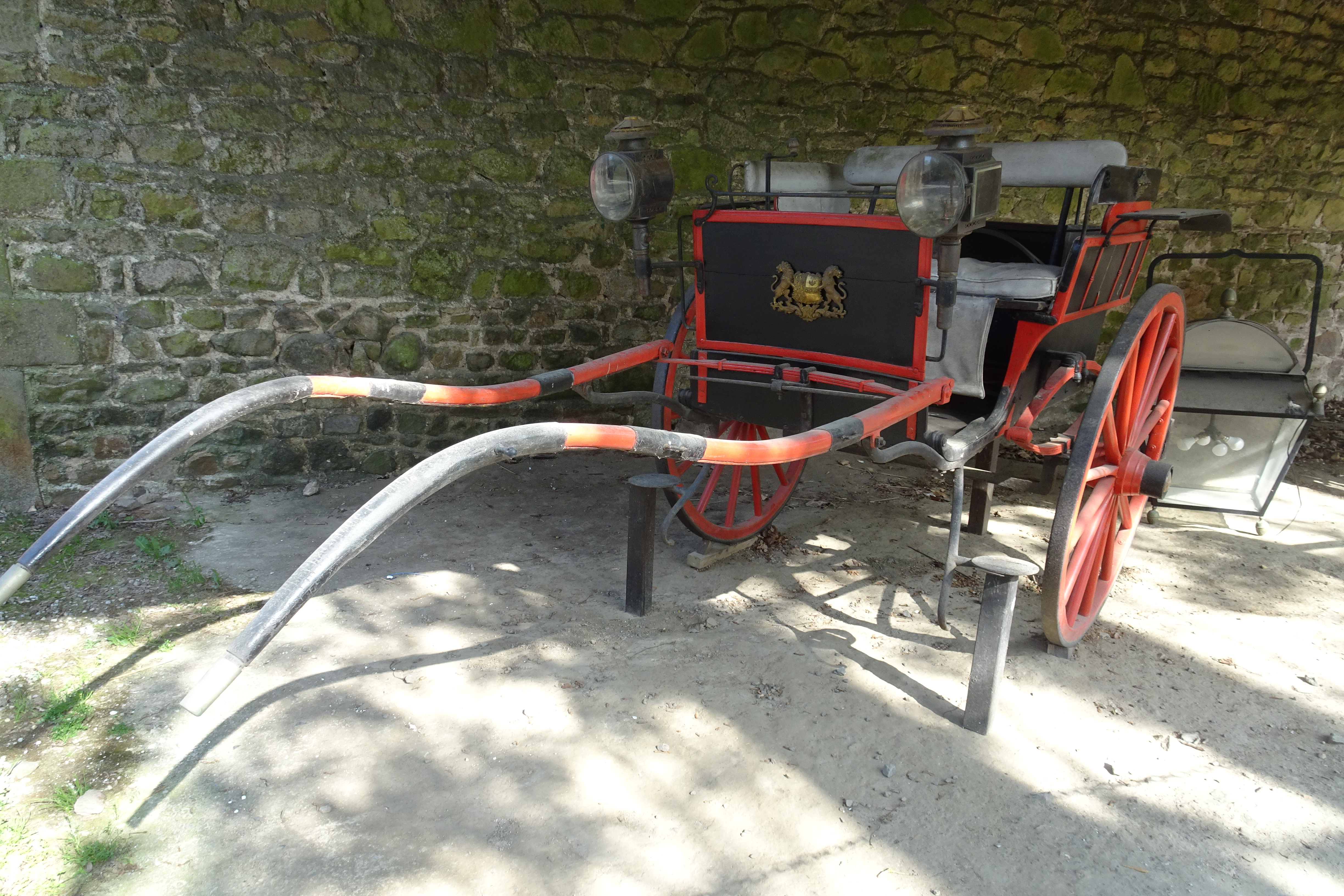
Calèche.
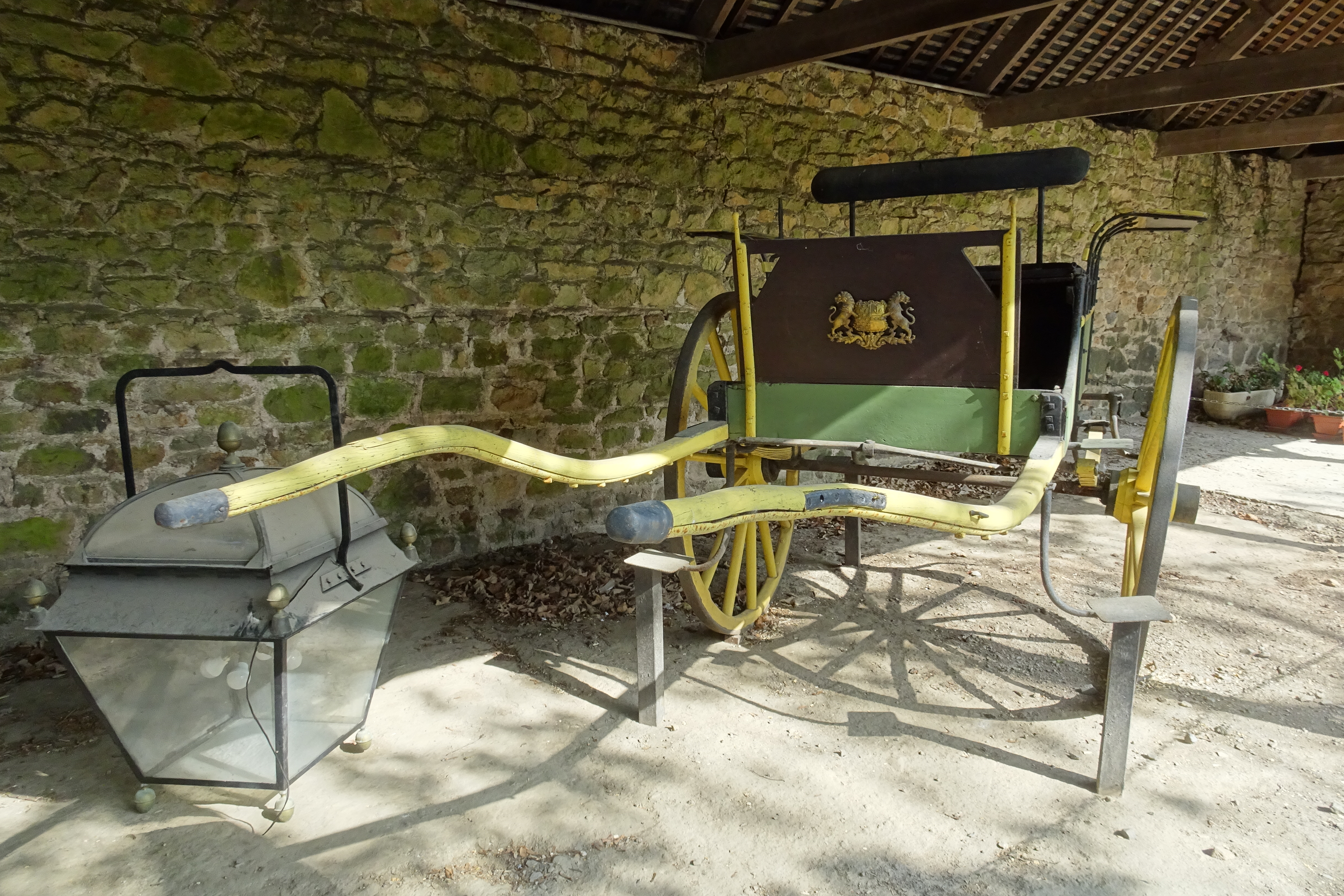
Calèche.

### Le château devenu hôpital militaire

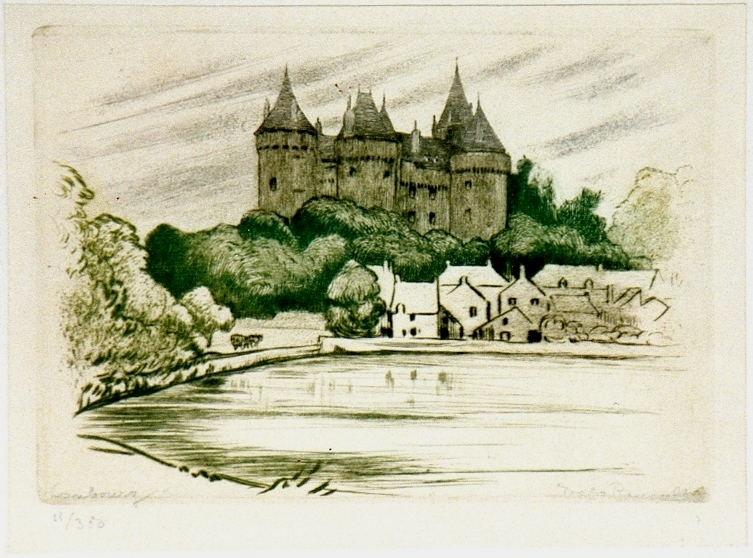
Émile Malo-Renault (1870-1938), Château de Combourg, pointe-sèche,.

« Été revoir la comtesse de Durfort, née Sybille de Chateaubriand, qui m'a longuement entretenu de ce qu'elle vient de faire à Combourg. Le château transformé en ambulance, le drapeau blanc flottant sur la plus haute tour. Le grand salon, la salle à manger où le père de Chateaubriand allait et venait, terrible, occupé par des lits de blessés à poux; la chapelle devenue une petite salle à manger pour les châtelains […] elle a eu 34 blessés dans le château […] le préfet a décidé d'envoyer 150 prisonniers allemands pour nettoyer l'étang, qui ne l'a pas été depuis 300 ans. Du coup, ô mon cher grand Chateaubriand, c'en est fait des derniers vestiges de la sylphide ! […] Les blessés français, les prisonniers germaniques abolirent de concert tout ce qui pouvait subsister de cette époque lointaine. Déjà la restauration du château était une première atteinte à tant de souvenirs. »

— Abbé Arthur Mugnier, Journal, 13 février 1915 (Mercure de France, 1985, p. 282-283).

### Un visiteur illustre le 6 août 1949
« […] Léon Noel transmet au Général [De Gaulle] une invitation à visiter le château de Combourg, de la part de la comtesse de Durfort, arrière-petite-nièce de l'écrivain : il accepta et il me parut que cette évocation de l'Enchanteur le passionnait. Il me cita aussitôt ce passage du discours prononcé par lui à la Chambre des Pairs, le 3 avril 1816 […] cette visite eut lieu en juillet 1949, à l'occasion d'un voyage en pays malouin (…) le livre d'or du château en garde la mémoire sous forme d'une lettre de remerciement : « […] Me voilà, grâce à vous, plus profondément marqué par Chateaubriand dont l'œuvre et la mémoire me hantaient déjà, depuis quarante-huit ans ! (…) cela nous ramène à 1901 date à laquelle (il) avait onze ans. »

— Philippe de Saint-Robert, De Gaulle et ses témoins - Rencontres historiques et littéraires, Bartillat, 1999, p. 26-27).

## Description
Le château est en partie reconstruit au XVe siècle pour les Châteaugiron-Malestroit, avec un pont-levis à flèches, et dans les parties sommitales des mâchicoulis sur consoles pyramidales.

## Fantômes et légendes

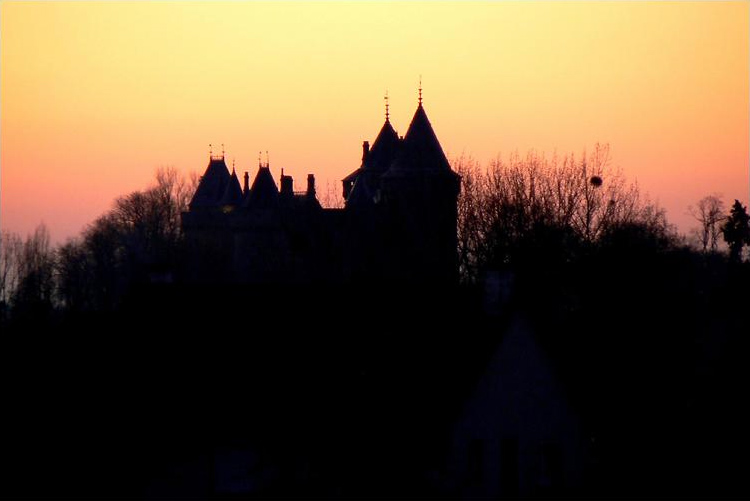
Coucher de soleil sur le château.

L'écrivain François-René de Chateaubriand parlait dans ses mémoires des fantômes qui hanteraient le château de Combourg.
Selon lui, les habitants du lieu laissaient entendre « qu'un certain comte de Combourg à jambe de bois mort depuis trois siècles revenait à certaines époques ». La pièce qui serait l'épicentre de ce phénomène paranormal est la « chambre rouge » (qui était la chambre à coucher où dormait René-Auguste de Chateaubriand, père de l'écrivain).
On raconte que l'un des seigneurs de Combourg, Malo-Auguste de Coëtquen (1679-1727) qui y serait mort dans son lit, aurait porté une jambe de bois après avoir perdu sa jambe droite à la bataille de Malplaquet (1709) et hanterait depuis les escaliers du château et serait parfois accompagné d'un chat noir dont on pourrait entendre les miaulements près de la « Tour du Chat » où Chateaubriand avait sa chambre.
Au cours de la restauration du château les ouvriers découvrirent le cadavre desséché d'un chat, emmuré derrière une poutre maîtresse datant du XVIe siècle. Cette découverte fut immédiatement reliée à la « légende du chat fantôme » ; il existait en effet au Moyen Age une tradition consistant à emmurer vivant un chat noir dans les fondations d'un bâtiment afin de conjurer le mauvais sort.
L'animal momifié est exposé sous vitrine dans la chambre occupée par Chateaubriand enfant.

## Films tournés au château de Combourg
- 1948 : Combourg, visage de pierre de Jacques de Casembroot.
- 2013 : Culture drone, le château de Combourg, Pierre Schwartz et Gonzague Saint Bris.
- 2024 : Sur la dalle (téléfilm) de Josée Dayan.